# Mogoșești (okręg Marmarosz)
Mogoșești – wieś w Rumunii, w okręgu Marmarosz, w gminie Satulung. W 2011 roku liczyła 805 mieszkańców.